# Cerkev in samostan sv. Petra, Perugia
Cerkev in samostan sv. Petra (italijansko basilica di San Pietro a Perugia)  je ime cerkve in samostana v mestu Perugia (Umbrija), osrednja Italija

## Zgodovina
Samostan je bil ustanovljen okoli leta 996 nad nekdanjo stolnično cerkvijo, zgodnjim sedežem škofov v Perugii, ki je obstajala že od začetka 7. stoletja, čeprav je prvi dokument, ki se sklicuje na opata, iz leta 1002. Njegov zgodnji pokrovitelj je bil Pietro Vincioli, peruški plemič, kasneje kanoniziran.
V naslednjih stoletjih je samostan močno povečal svojo moč, dokler ga leta 1398 niso požgali Perugini, saj je opat Francesco Guidalotti sodeloval pri zaroti proti Biordu Michelottiju, šefu ljudske stranke. Samostan je prenovil papež Evgenij IV., ki ga je združil v kongregacijo sv. Justina Padovanskega.
Francozi so samostan leta 1799 začasno zaprli. Menihi so pomagali v uporu Peruginov leta 1859 proti papeški vladi, po združitvi Italije pa jim je nova vlada dovolila, da ostanejo v samostanu.

## Stavba
Vstop v samostan je skozi vrata iz 15. stoletja, ki jih je zasnoval Agostino di Duccio in vodijo do monumentalne fasade s tremi arkadami, ki jo je okoli leta 1614 zasnoval peruški arhitekt Valentino Martelli: prvi samostan je tudi Martellijev, drugo nadstropje pa je dokončal Lorenzo Petrozzi.
Vhod v cerkev je na levi strani samostana. Na levi in desni strani portala 15. stoletja so vidni ostanki fasade starodavne bazilike s portikom, ki vključuje nekaj fresk iz 14. in 15. stoletja. Poligonalni zvonik na desni strani portala je bil v letih 1463–68 obnovljen s florentinsko-gotskimi črtami po načrtu Bernarda Rossellina.
Notranjost ima tloris bazilike, z glavno in dvema stranskima ladjama. V njej je najpomembnejša umetniška zbirka v Perugii, za Galleria Nazionale dell'Umbria. Ladjo artikulirajo arkade na antičnih stebrih iz marmorja, verjetno iz rimskih zgradb. Zgornji del je okrašen s platnom, ki prikazuje prizore iz Stare in Nove zaveze, ki jih je naročil opat Giacomo da San Felice da Salò in je bilo dokončano v letih 1591-1611. V Benetkah ga je izdelal Antonio Vassilacchi, učenec Paola Veroneseja in Tintoretta. Tudi Vassilacchijevo je veliko platno na zahodni steni z Zmago benediktinskih redov. Osrednja ladja ima bogato intarziran in obarvan lesen strop iz lesa, ki ga je izdelal Benedetto di Giovanni da Montepulciano (1556).
Med drugimi umetninami so dela Venture Salimbenija, Eusebio da San Giorgia, Orazio Alfanija, kopije po Peruginu, Girolamo Danti (zakristija, 1574), Giovanni Lanfranco, Mino da Fiesole (marmor Mladi Jezus, sv. Janez Krstnik in sv. Hieronim, v kapeli Vibi), Jezus v sadovnjaku, ki je pripisan Guidu Reniju, dve veliki platni Giorgia Vasarija in Pietà iz šole Sebastiana dal Piomba. Peruginova je vrsta svetnikov v zakristiji, nekoč del poliptiha San Pietro (1496-1500), ki je nekoč krasil glavni oltar cerkve, zdaj pa je razdeljen na več zbirk (glavna plošča je v muzeju umetnosti v Lyonu).
Glavna značilnost prezbiterija (ki ga je zgradil Martelli in okrašen z umetniškimi deli v glavnem s konca 16. stoletja) je intarzija z lesenimi oblogami, ki velja za enega najlepših v Italiji. Začel jo je Bernardino di Luca Antonini v letih 1525-26, dokončal pa jo je Stefano di Antoniolo Zambelli iz Bergama leta 1535. Posebej velja omeniti osrednja vrata z reliefom, ki prikazuje Oznanjenje in Mojzes, rešen iz vode fra Damiana da Bergamo (1536).
Samostan ima dva križna hodnika: eden, imenovan Chiostro Maggiore, je renesančna gradnja, pripisana Guidu da Settignanu, drug, znan tudi kot Chiostro delle Stelle, pa je iz leta 1571.
Pred samostanom je vrt Giardino del Frontone, nekdanji paradni trg Braccia da Montone, ki ga je družina Alessi v 18. stoletju prezidala v vrt z drobnim amfiteatrom.